# Anuja
Anuja ist ein US-amerikanischer Kurzfilm in Hindi von Adam J. Graves aus dem Jahr 2024, der für einen Oscar nominiert ist. Der Film entstand in Zusammenarbeit von Graves und seiner Frau Suchitra Mattai, die als Produzentin auftrat.

## Inhalt
Anuja ist neun Jahre alt und arbeitet jeden Tag viele Stunden lang in einer Hinterhof-Textilfabrik in Delhi in ihrer indischen Heimat ebenso wie ihre ältere Schwester Palak. Die Schwestern, die Waisen sind, verdienen sich etwas dazu, indem sie Handtaschen verkaufen, die Palak aus Stoffresten herstellt, die bei ihrer Arbeit in der Fabrik anfallen. Die kleine Anuja ist vielseitig begabt, vor allem mathematisch, und steht vor einer schwierigen Entscheidung. Mr. Mishra, der Direktor einer örtlichen Schule in Internatsform, ist auf Anuja aufmerksam geworden und erzählt deren Chef, Mr. Verma, dass es an der Schule freie Plätze für Kinder wie Anuja gebe. Sie müsse nur die Aufnahmeprüfung bestreiten, die Aufschluss darüber gebe, ob sie für die Schule in Frage komme. Für Anuja ist das eine einmalige Chance. Verma will dem Schulleiter jedoch weismachen, dass Anuja nicht mehr minderjährig sei und verspricht dieser gleichzeitig, dass sie, wenn sie in der Fabrik bleibe, dank ihrer außergewöhnlichen Mathematikkenntnisse mit einer Gehaltserhöhung und einer „Beförderung“ rechnen könne. Verma braucht Arbeiterinnen wie Anuja, die illegal und gegen geringe Bezahlung arbeiten. Er ist es, der Anuja vor eine unmenschliche Entscheidung stellt.
Anuja ist nun gezwungen eine Entscheidung zu treffen, die nicht nur für ihr eigenes Leben ausschlaggebend ist, sondern auch für das ihrer Schwester. Die Neunjährige hat große Angst davor, von ihrer Schwester getrennt zu sein. Ihr Herz ist schwer bei der Vorstellung, ihre Zeit nicht mehr, wie bisher, mit ihrer Schwester verbringen zu können. Als Anuja sich mit ihrer Schwester berät, kann Palak sie davon überzeugen, dass sie ihrer Begabung eine Chance geben müsse, was sich später für sie beide auszahlen werde.

## Produktion

### Produktionsnotizen
Produziert wurde der Film von Graves Films, Krushan Naik Films und Shine Global, vertrieben von Netflix.
Der Film entstand in Zusammenarbeit mit dem Salaam Baalak Trust und Shine Global und profitiert von einem Engagement für soziales Geschichtenerzählen. Die Produktionswurzeln würden dem Film eine Authentizität verleihen, die seine emotionale Tiefe verstärke und ihn bei den Zuschauern stark ankommen lasse. Am Ende des Films ist zu sehen, wie die Hauptdarstellerin Sajda Pathan selbst vom Salaam Baalak Trust aus den Straßen Delhis gerettet wurde – die Inspiration für Graves. Es handelt sich um eine Wohltätigkeitsorganisation, die seit 1988 mehr als knapp 145.000 Kinder unterstützt hat.
Der Film über Anuja basiert auf wahren Begebenheiten und wurde mit Hilfe von Schülern der Schulen gedreht, die viele Kinder wie Anuja gerettet haben.

### Veröffentlichung
Die Sprache des Films ist Hindi mit englischen Untertiteln. Gezeigt wurde er beim St. Louis International Film Festival 2024. Des Weiteren lief er auf folgenden Festivals, sämtlichst in den Vereinigten Staaten:
- 08. Juni 2024 deadCenter Film Festival (Premiere)
- 28. Juli 2024 IndyShorts International Film Festival
- 15. August 2024 HollyShorts Film Festival
- 06. Oktober 2024 Yellow Barn Film Festival
- 18. Oktober 2024 Montclair Film Festival
- 20. Oktober 2024 California Newport Beach Film Festival
- 20. Oktober 2024 Tasveer Film Festival
- 24. Oktober 2024 Naples International Film Festival
- 06. Dezember 2024 HollyShorts London Film Festival
- 27. Februar 2025 McMinnville Short Film Festival

In Taiwan läuft der Film unter dem Titel 天才少女阿努佳 (Geniales Mädchen Anuka).

## Kritik
Sophie Muller gab dem Film fünf von fünf möglichen Punkten und lobte im Film & Television Business Magazine, Anuja sei eine ergreifende Auseinandersetzung mit Widerstandskraft und Hoffnung vor dem Hintergrund von Ausbeutung und Armut. Der Film sei nicht nur eine Überlebensgeschichte, sondern auch eine bewegende Darstellung schwesterlicher Bindungen und der harten Realitäten, die eine Kindheit in ärmlichen Verhältnissen oft begleiteten. Graves’ Regie navigiere einfühlsam durch die Komplexität ihrer Welt und fange sowohl die Unschuld der Jugend als auch die Last ihrer Umstände ein. Die Darstellungen, insbesondere der Hauptdarstellerin Sajda Pathan, die sie aus ihren eigenen Erfahrungen mit Not schöpfe, seien sowohl authentisch als auch herzzerreißend. Der Film sei ein Muss, das die Schnittstelle zwischen Kindheit und gesellschaftlichen Problemen beleuchte.
Alan Ng befasste sich im Film Threat mit dem Film, gab ihm acht von zehn möglichen Punkten und stellte sich die Frage, ob der Retterkomplex etwas Schlechtes sei. Man sehe die Geschichte eines Kindes in Not und wäre ein kaltherziger Narr, wenn man nicht versuchen würde, es zu retten. Dieses Gefühl habe er gehabt, nachdem er Adam J. Graves’ dramatischen Kurzfilm Anuja gesehen habe. Den Film solle man sich ansehen, weil, abgesehen von den offensichtlichen Gründen, Sajda Pathan als Anuja eine wunderbare Darstellung abliefere. Sie sei voller Freude und voller Leben. Ihre Niedlichkeit sei ein todsicherer Weg, Sympathie zu erregen. Anuja erzähle eine einfache, aber spannende Geschichte über die Notlage von Hunderten von Kindern in Indien, die ein besseres Leben führen könnten, wenn sie nur eine Ausbildung hätten. Und was noch besser sei, die Geschichte richte das Rampenlicht auf Organisationen, die gute Arbeit leisteten, um Kindern eine Chance auf ein besseres Leben zu geben. In seinem Film fange Adam J. Graves jeden Aspekt Indiens wunderschön ein, von den Straßen und Geschäften über Anujas beengte Wohnsituation bis hin zu ihrer schweißtreibenden Ausbeuterwerkstatt. Der Film werde die Herzen der Zuschauer auf viele Arten berühren.
Auf der Seite OneFilmFan heißt es, der Film sei offen und ergreifend, aber auch schmerzlich aufschlussreich, wunderschön charmant und doch entschieden provokativ, bewusst herausfordernd und letztlich doch inspirierend, er vermittle intensiv die angesprochenen Gedanken und veranschauliche gleichzeitig die zutiefst relevante Existenz derjenigen, die Kindern helfen wollen, ihre Ziele zu erreichen. Besonders betont wurde die Bewunderung und das Erstaunen für das Talent der Kinderschauspieler, die einmalig seien in den Reihen der bisher gesehenen Independent-Filme. Besonders hervorzuheben sei die Leistung von Sajda Pathan in der Titelrolle.
Chris Jones zeigte sich bei Overly Honest Reviews begeistert von dem Film und schrieb, er führe uns tief in die Schatten eines unbarmherzigen Kinderarbeitsmarktes und stelle das pulsierende Leben der Stadt der traurigen Realität in ihren dunkelsten Ecken gegenüber. Graves führe seine Regie mit scharfem Auge fürs Detail und übertrage die komplexen Emotionen des Drehbuchs mit ausgeprägter Authentizität auf die Leinwand. Kameramann Akash Raje unterstütze diese Vision und fange die Essenz Delhis mit einer Farbpalette ein, die die Lebendigkeit der Straßen der Stadt mit den kahlen, düsteren Innenräumen kontrastiere, in denen die Schwestern arbeiteten. Die Kameraführung sei präzise und wähle jede Einstellung so, dass die Zuschauer direkt in den emotionalen Kern der Kämpfe der Schwestern hineingezogen würden und ihren Schmerz und ihre flüchtigen Momente des Glücks zu unseren eigenen machten. Graves möchte den Zuschauer mit dieser Darstellung unterhalten und zum Nachdenken und Handeln anregen und gebe damit ein starkes Statement zu den globalen Wirtschaftsstrukturen ab, die solche Ungleichheiten ermöglichten. Mit herausragenden Darbietungen, durchdachter Regie und einem fesselnden Drehbuch lenke Anuja nicht nur die Aufmerksamkeit auf die Notlage unzähliger Kinder, sondern feiere auch die Widerstandskraft und den Mut, die erforderlich seien, um in der Dunkelheit zu träumen. Es sei eine filmische Reise, die einen bleibenden Eindruck hinterlasse und uns dazu dränge, über die Rolle von Chancen bei der Veränderung von Leben und der Gestaltung von Zukunft nachzudenken.
Auch die Kritik bei Upcoming on Screen war überschwänglich positiv. Dort heißt es, Anuja sei ein berührendes Drama über zwei verwaiste Schwestern, die trotz ihrer Notlage versuchten, das Beste aus ihrem Leben zu machen. Es sei ein fabelhafter Film. Graves biete dem Zuschauer eine erfüllende und interessante Geschichte. Ein weiteres Highlight des Films sei die melodische Filmmusik von Fabrizio Mancinelli, der die Töne des Films wirklich auf die Leinwand bringe. Dieser großartige Kurzfilm zeige alle Stärken von Graves als Filmemacher und vermittle uns ein Gefühl von Optimismus und Hoffnung für die Zukunft.

### Auszeichnungen Auswahl
Foyle Film Festival 2024:
- Besondere Anerkennung in der Kategorie „Bester internationaler Film“ für Suchitra Mattai, Adam J. Graves, Krushan Naik, Mindy Kaling

HollyShorts Film Festival 2024:
- Gewinner in der Kategorie „Best Live Action“ (Oscar Qualifikation) Ksheetij Saini, Adam J. Graves, Aaron Kopp, Suchitra Mattai, Krushan Naik, Michael Graves

Montclair Film Festival (MFF) 2024:
- Gewinner des Audience Award in der Kategorie „Bester Kurzfilm“ Adam J. Graves

New York Shorts International Film Festival 2024:
- Gewinner Großer Preis (Grand Prize) in der Kategorie „Bester Film“ Michael Graves, Adam J. Graves, Aaron Kopp, Suchitra Mattai, Krushan Naik

Gold List 2024:
- Gewinner Gold List Award in der Kategorie „Bester Kurzfilm“ Adam J. Graves, Krushan Naik, Suchitra Mattai, Mindy Kaling

Oscarverleihung 2025:
- nominiert Adam J. Graves und Suchitra Mattai für und mit dem Film in der Kategorie „Bester Real-Kurzfilm“